# Waldkapelle Weitensfeld

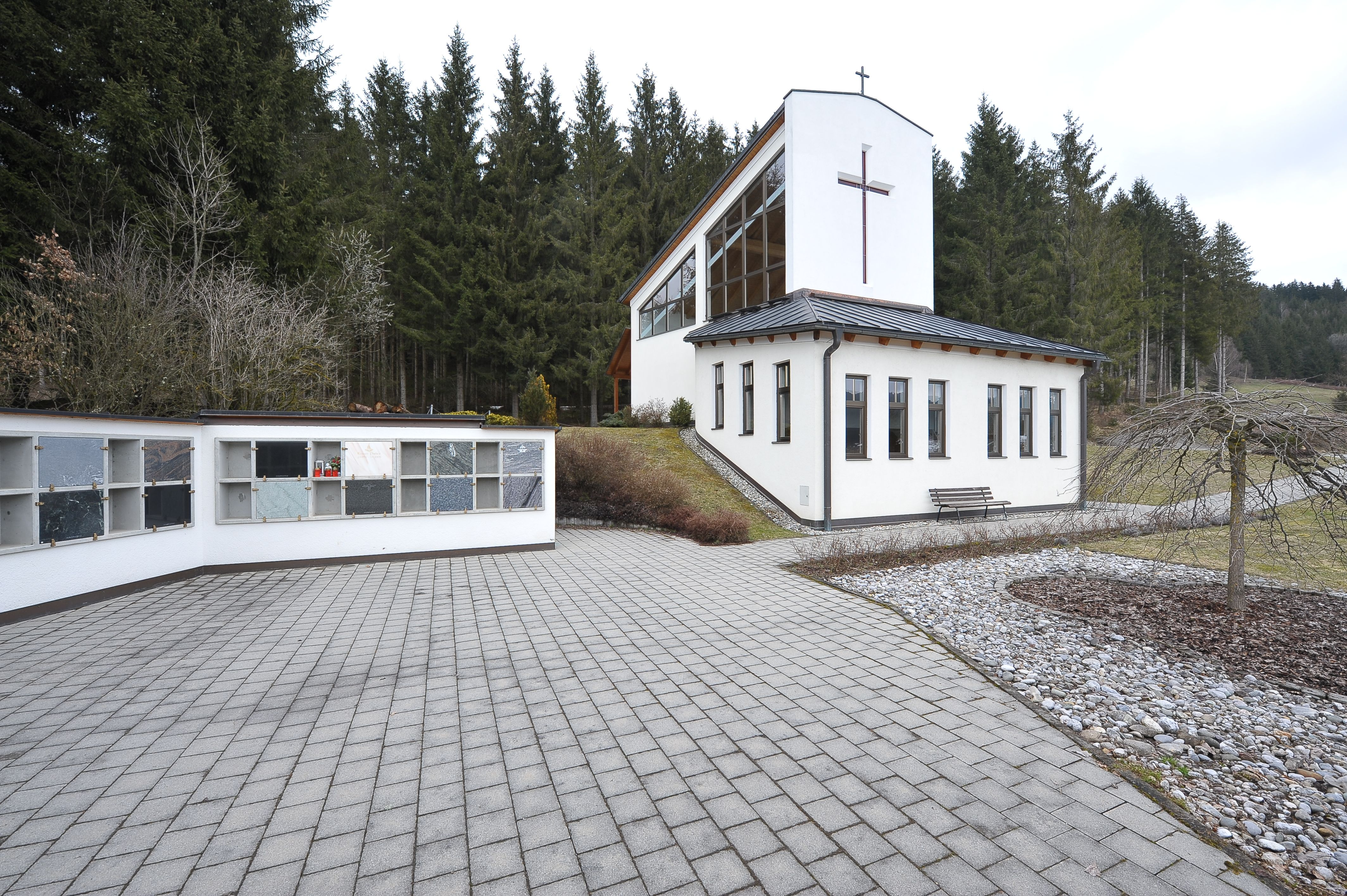
Waldkapelle Weitensfeld

Die Waldkapelle Weitensfeld ist eine evangelische Kapelle in Weitensfeld im Gurktal im Bezirk Sankt Veit an der Glan in Kärnten. Als Predigtstation der Christuskirche Althofen gehört sie der Superintendentur Kärnten und Osttirol der Evangelischen Kirche A.B. in Österreich an.
Die in erhöhter Position über dem Gurktal gelegene Weitensfelder Waldkapelle entstand 1998 über einem durch die Hanglage bedingten Untergeschoß als ein Bauwerk mit fächerförmigem Grundriss, ansteigender Dachfläche und hangseitig angelegter Vorhalle. Markantes Element des Innenraums ist das in die Stirnwand eingeschnittene und rot verglaste Kreuz.